# Миланлуг
45°22′ пн. ш. 17°58′ сх. д. / 45.36° пн. ш. 17.97° сх. д.
Миланлуг (хорв. Milanlug) — населений пункт у Хорватії, у Пожезько-Славонській жупанії у складі громади Чаглин.

## Населення
Населення за даними перепису 2011 року становило 200 осіб.
Динаміка чисельності населення поселення:

## Клімат
Середня річна температура становить 11,00 °C, середня максимальна – 25,40 °C, а середня мінімальна – -6,26 °C. Середня річна кількість опадів – 765 мм.
| Клімат поселення                              | Клімат поселення | Клімат поселення | Клімат поселення | Клімат поселення | Клімат поселення | Клімат поселення | Клімат поселення | Клімат поселення | Клімат поселення | Клімат поселення | Клімат поселення | Клімат поселення | Клімат поселення |
| Показник                                      | Січ.             | Лют.             | Бер.             | Квіт.            | Трав.            | Черв.            | Лип.             | Серп.            | Вер.             | Жовт.            | Лист.            | Груд.            |                  |
| Середній максимум, °C                         | 5,93             | 8,28             | 12,82            | 17,27            | 22,49            | 25,40            | 25,40            | 24,74            | 20,59            | 15,29            | 9,47             | 5,48             |                  |
| Середня температура, °C                       | −0,16            | 2,16             | 6,70             | 11,16            | 16,38            | 19,30            | 21,32            | 20,66            | 16,51            | 11,21            | 5,40             | 1,40             |                  |
| Середній мінімум, °C                          | −6,26            | −3,94            | 0,60             | 5,05             | 10,28            | 13,20            | 17,24            | 16,59            | 12,42            | 7,12             | 1,30             | −2,68            |                  |
| Норма опадів, мм                              | 48               | 48               | 45               | 58               | 73               | 97               | 67               | 65               | 55               | 69               | 78               | 62               |                  |
| Середньомісячна швидкість вітру, м/с          | 2.00             | 2.27             | 2.55             | 2.48             | 2.20             | 2.01             | 2.00             | 1.80             | 1.80             | 1.87             | 1.98             | 2.07             |                  |
| Середньомісячна сонячна радіація, кДж/м²·день | 4243             | 6953             | 10879            | 15202            | 19077            | 21227            | 22085            | 20206            | 14908            | 9196             | 4840             | 3580             |                  |
| --------------------------------------------- | ---------------- | ---------------- | ---------------- | ---------------- | ---------------- | ---------------- | ---------------- | ---------------- | ---------------- | ---------------- | ---------------- | ---------------- | ---------------- |
| Джерело:                                      |                  |                  |                  |                  |                  |                  |                  |                  |                  |                  |                  |                  |                  |